# Huperzia yunnanensis
Huperzia yunnanensis là một loài thực vật có mạch trong Họ Thạch tùng. Loài này được (Ching) Holub mô tả khoa học đầu tiên năm 1985.